# Cajun Sibon (трубопровід для ЗВГ)
Cajun Sibon (трубопровід для ЗВГ) – система трубопроводів, яка забезпечує транспортування зріджених вуглеводневих газів між газопереробними заводами, установками фракціонування та підземними сховищами в Луїзіані, а також їх поставку сюди з Техасу.
Станом на початок 2010-х система мала наступні основні частини:
- одна гілка прямувала від газопереробного заводу Eunice в південно-східному напрямку, сполучаючись на своєму шляху з ГПЗ Блю-Ватер та підземним сховищем Anse La Butte;
- інша гілка тягнулась від ГПЗ Пелікан у дельті Міссісіппі на північний захід;
- названі вище ділянки сходились приблизно посередині між Eunice та Пелікан, а із заходу сюди виходила перемичка від ГПЗ Коу-Айленд (законсервований у 2012-му). Від утвореного трубопровідного вузла на схід прямувала гілка, під’єднана до установки фракціонуваня Ріверсайд (на лівому березі Міссісіппі дещо південніше за Батон-Руж) та підземного сховища Гранд-Байу в Наполеонвілі.
У 2009-му довжина цієї системи, виконаної в діаметрах 150 мм та 200 мм, складала біля 400 миль, а головним її завданням було транспортування продукції газопереробних заводів для фракціонування у Ріверсайд або на установках інших компаній (наприклад, у Наполеонвілі працює фракціонатор Промікс).
На початку 2010-х, враховуючи появу внаслідок «сланцевої революції» великого ресурсу ЗВГ дещо західніше у Техасі, вирішили суттєво розширити систему. Перш за все, від надпотужного техаського ЗВГ-хабу Монт-Бельв’ю проклали трубопровід довжиною 130 миль та діаметром 300 мм до площадки газопереробного заводу Eunice, де спорудили потужний фракціонатор. Після встановлення всіх насосних станцій пропускна здатність нової ділянки досягла 120 тисяч барелів ЗВГ на добу.
На другому етапі від Eunice проклали трубопровід довжиною 57 миль, котрий подає суміш ЗВГ далі на схід до нового фракціонатору в Плакуемін (неподалік від Ріверсайд, тільки на протилежному, західному березі Міссісіппі). Можливо відзначити, що і раніше тут у складі ГПЗ, сполученого з старою частиною системи Cajun Sibon, діяли певні потужності з фракціонування, проте подача техаського ресурсу дозволила спорудити на порядок більш потужну установку. Зазначене розширення системи завершилось до кінця 2014 року, а її загальна протяжність перевищила 700 миль.
Система Cajun Sibon також має можливість прийому ЗВГ із трубопроводу Блек-Лейк, котрий забезпечує вивіз продукції газопереробних заводів на північному заході Луїзіани. 